# ACK (Signal)
Ein ACK-Signal (von englisch acknowledgement, in technischem Zusammenhang ‚Empfangsbestätigung‘, ‚Quittierung‘) ist ein Signal, das bei einer Datenübertragung verwendet wird, um den Erhalt oder die Verarbeitung von Daten oder Befehlen zu bestätigen.

## Allgemein
In Zeichensätzen zur Steuerung von Terminals existiert ACK häufig als Steuerzeichen (ASCII 06, EBCDIC 46), in Netzwerkprotokollen können spezielle Datenpakete die Bedeutung ACK haben.
Die Ablehnung von übertragenen Daten (zum Beispiel wegen fehlerhaften Empfangs) wird in diesem Zusammenhang häufig mit NAK (No Acknowledgement / Negative Acknowledgement) oder NACK quittiert, zum Beispiel mit ASCII 21 (CTRL-U). In einem solchen Fall wird üblicherweise versucht, die Daten erneut zu übertragen, oder die Verbindung bricht mit einem Fehler ab.
Beispiele für Protokolle, die ACK-Signale in verschiedenen Formen verwenden, sind TCP und DHCP. Bei dem bis 2010 üblichen Verfahren der Konnektivitätskoordination (KK) beim Providerwechsel einer Domain wurde eine ACK-Nachricht verwendet.

## Netzjargon
Abgeleitet von dieser Bedeutung in der Datenübertragung wird ACK im Netzjargon als Zustimmung verwendet, im Sinne von „genau, so ist es“, bzw. „ich stimme zu“ oder „das ist ok“.